# Oyugis
Oyugis – miasto w Kenii, w hrabstwie Homa Bay. W 2019 liczyło ok. 20 tys. mieszkańców. 